# Celama minna
Celama minna är en fjärilsart som beskrevs av Butler 1881. Celama minna ingår i släktet Celama och familjen trågspinnare. Inga underarter finns listade i Catalogue of Life.